# 行星獵人
行星獵人是使用人眼尋找系外行星的公民科學專案之一。它通過讓使用者分析來自NASA克卜勒太空望遠鏡和NASA凌日系外行星巡天衛星的數據來實現這一目標。這個計劃是由黛布拉·費希爾領導的團隊在耶魯大學發起 ，作為宇宙動物園（公民科學專案）專案的一部分。

## 歷史

### 行星獵人和行星獵人2.0
該專案於2010年12月16日啟動，當時以克卜勒太空望遠鏡的數據讓參與者加入分析，以肉眼尋找太陽系外行星。30萬志願者參與了該專案，專案組發表了8篇科學論文。2014年12月14日，該專案以行星獵人2.0的形式重新啟動，並改進了網站，並開放讓志願者查看K2的數據。截至2018年11月，行星獵人發現了50%的已知行星的軌道週期大於兩年。

### 非行星獵人專案：系外行星探險家
2017年，"系外行星探索者"的專案啟動。這是宇宙動物園的另一個行星搜尋專案，發現了恆星系K2-138和系外行星K2-288Bb。該專案是在電視節目Stargazing Live播放期間啟動的，並在節目期間宣佈了K2-138系統的發現。

### 行星獵人：TESS
2018年12月6日，行星獵人：TESS專案啟動。該項目使用凌日系外行星巡天衛星（TESS）的數據，目前處於活動狀態（截至2020年2月）。這個專案發現了土星大小的系外行星TOI-813b。

## 行星搜尋
行星獵人專案利用了人類比電腦更善於識別不同影像的視覺模式這一事實。該網站展示了美國國家航空暨太空總署克卜勒太空任務收集的數據影像，並要求人類用戶（稱為公民科學家）查看數據，瞭解恒星亮度如何隨著時間變化。該亮度數據以圖形表示，稱為恒星的光變曲線。因為從地球上看，當行星經過恒星前面時，恒星的亮度會降低，所以這樣的曲線有助於發現太陽系外行星。因此，亮度降低的時期可以提供行星凌日的證據，但也可能是由記錄、投影或其它現象造成的錯誤。

## 特殊現象

### 食雙星
該專案三不五時就會觀測到食雙星。從本質上說，它們是彼此相互繞行的恒星，就像行星可以干擾一顆恒星的亮度，且另一顆恒星也可以。光變曲線上有明顯的差異：有光度下降較大的主食（Primary eclipse）和光度下降較小的次食（Secondary eclipse）。

### 多行星系統
截至2017年12月，總共有621顆多行星系統，或至少包含兩顆已確認行星的恒星。在多行星系統圖中，有許多不同的凌日模式。由於行星的大小不同，凌日時下降的星等都不一樣。

### 恆星閃焰
當恒星表面發生爆炸時，可以觀測到恒星閃焰。這將導致恆星的亮度大幅上升，然後急劇下降。

## 發現

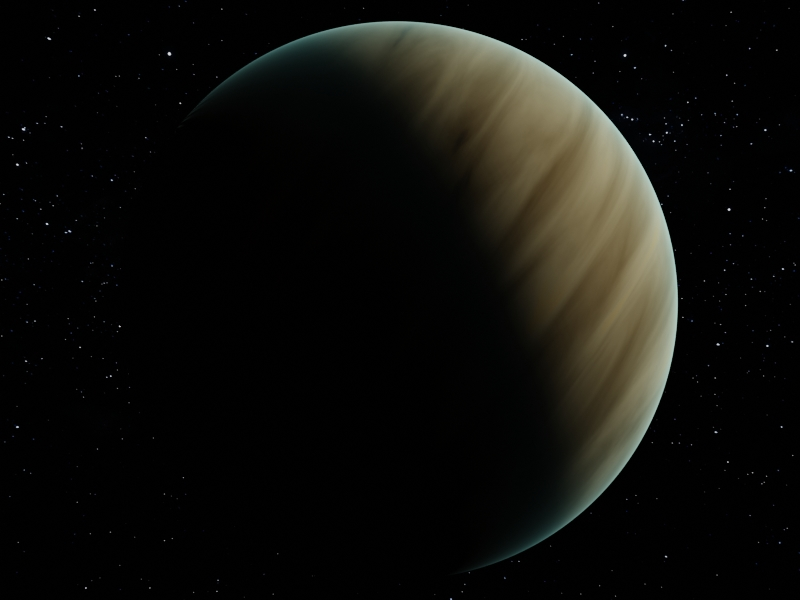
藝術家對行星獵人發現的系外行星TOI-813b的印象。

迄今為止，已經分析了1200多萬個觀測值。截至2012年7月，在其中發現34顆行星候選天體。2012年10月，行星獵人計畫的兩名志願者宣佈發現了一顆新型的海王星類行星，它是四合星雙星系統的一部分，圍繞其中一對恒星運行，而另一對恒星在距離大約1,000天文單位的軌道上運行。這是在如此複雜的恒星環境中，第一次發現有穩定軌道的行星。這個系統距離太陽系7,200光年，這顆新行星以行星獵人1b（Planet Hunters 1b）的縮寫，命名為PH1b。
| # | 環繞雙星行星                                          |
| § | 在多星系統中圍繞一顆恒星運行的行星（S級或衛星級行星） |
| ‡ | 擁有行星系統的宿主恆星（兩顆或更多行星）              |

黃色表示環繞雙星的行星。淺綠色表示行星在多星系統中繞一顆恆星運行。 淺藍色表示主星的行星系統由兩顆或更多顆行星組成。主星的值通過 SIMBAD 取得，以及其它引用。視星等代表V星等。
| 行星                 | 質量 (MJ)    | 半徑 (RJ) | 軌道 週期 (d)     | 半長 軸 (AU) | 離心率軌道的 離心率 | 傾角 (°) | 恆星        | 星座   | 視 星等 | 距離 (ly) | 光譜 類型 | 確認年份 | 參考資料                    |
| -------------------- | ------------ | --------- | ----------------- | ------------ | ------------------- | -------- | ----------- | ------ | ------- | --------- | --------- | -------- | --------------------------- |
| PH1b# (克卜勒-64b)   | <0.531       | 0.55      | 138.3             | 0.65         | 0.07                | 90.1     | 克卜勒-64   | 天鵝座 | 13.718  | 7200      | F/M       | 2012     | [ 21 ] [ 23 ]               |
| PH2b （克卜勒-86b）  | <80.0        | 0.9       | 282.5255          | 0.828        | 0.12 - 0.49         | 89.8     | 克卜勒-86   | 天鵝座 | 12.699  | 1200      | ~G4       | 2013     | [ 24 ] [ 25 ] [ 26 ]        |
| PH3b （克卜勒-289b） | 0.002 - 0.04 | 0.19      | 34.545            | 0.2          |                     | 89.6     | 克卜勒-289‡ | 天鵝座 | 14.144  | 2300      |           | 2014     | [ 27 ] [ 28 ] [ 25 ]        |
| PH3c （克卜勒-289c） | 0.4          | 1.03      | 125.85            | 0.5          |                     | 89.8     | 克卜勒-289‡ | 天鵝座 | 14.144  | 2300      |           | 2014     | [ 27 ] [ 29 ]               |
| PH3d （克卜勒-289d） | 0.01         | 0.24      | 66.1              | 0.3          |                     | 89.7     | 克卜勒-289‡ | 天鵝座 | 14.144  | 2300      |           | 2014     | [ 27 ] [ 30 ]               |
| WASP-47d             | 0.04         | 0.32      | 9.031             | 0.07 - 0.1   | <0.014              | 89.3     | WASP-47‡    | 寶瓶座 | 11.9    | 870       | G9V       | 2015     | [ 31 ] [ 32 ] [ 33 ]        |
| WASP-47e             | 0.02         | 0.16      | 0.7896            | 0.02         | 0.01 - 0.07         | 86.0     | WASP-47‡    | 寶瓶座 | 11.9    | 870       | G9V       | 2015     | [ 31 ] [ 32 ] [ 34 ]        |
| 克卜勒-455b          |              | 0.6       | 1311.1 - 1708.4   |              |                     | 90.0     | 克卜勒-455  | 天鵝座 | 14.355  | 4100      |           | 2015     | [ 35 ] [ 36 ] [ 25 ]        |
| 克卜勒-456b          |              | 0.2 - 2.9 | 1167.6 - 13,721.9 |              |                     | 89.8     | 克卜勒-456  | 天琴座 | 12.819  | 2500      | F5V       | 2015     | [ 37 ] [ 36 ] [ 25 ]        |
| 克卜勒-457b          |              | 0.2 - 0.6 | 31.81             |              |                     | 89.3     | 克卜勒-457‡ | 天琴座 | 14.331  | 3600      |           | 2015     | [ 38 ] [ 36 ] [ 25 ]        |
| 克卜勒-457c          |              | 0.1 - 0.4 | 74.1 - 114.1      |              |                     | 89.7     | 克卜勒-457‡ | 天琴座 | 14.331  | 3600      |           | 2015     | [ 39 ] [ 36 ]               |
| 克卜勒-458b          |              | 0.4       | 572.38            |              |                     | 89.8     | 克卜勒-458‡ | 天鵝座 | 14.083  | 5500      | F6IV      | 2015     | [ 40 ] [ 36 ] [ 25 ]        |
| 克卜勒-459b          |              | 0.5       | 854.08            |              |                     | 89.9     | 克卜勒-459  | 天琴座 | 15.487  | 5000      |           | 2015     | [ 41 ] [ 36 ] [ 25 ]        |
| 克卜勒-460b§         |              | 0.6       | 440.78            |              |                     | 89.9     | 克卜勒-460‡ | 天琴座 | 13.827  | 4300      | F6IV      | 2015     | [ 42 ] [ 36 ] [ 19 ] [ 25 ] |
| TOI-813b             |              | 0.60      | 83.89             | 0.42         |                     | 89.6     | TOI-813     | 劍魚座 | 10.286  | 870       | G0 IV     | 2020     | [ 43 ] [ 9 ]                |
| TOI-1338b#           | 0.104        | 0.611     | 95.174            | 0.4607       | 0.0880              | 89.37    | TOI-1338    | 繪架座 | 11.722  | 1300      | M+G       | 2020(?)  | [ 44 ] [ 45 ] [ 46 ] [ 47 ] |
| HD 152843b           | 0.017-0.057  | 0.304     | 11.6264           | 0.1053       | 0.14                | 88.85    | HD 152843‡  | 武仙座 | 8.85    | 351.9     | G0        | 2021     | [ 48 ]                      |
| HD 152843c           | <0.086       | 0.520     | 19.26-35          |              | 0.115               | 88.89    | HD 152843‡  | 武仙座 | 8.85    | 351.9     | G0        | 2021     | [ 48 ]                      |

### 變星和不尋常的系統
2013年9月，該專案發現了不尋常的激變變星KIC 9406652。2014年4月，異常活躍的大熊座SU型矮新星GALEX J194419.33+491257.0被發現。這顆激變變星是在KIC 11412044的背景矮新星中發現的。
2016年1月，KIC 8462852宣佈出現異常下跌。KIC 8462852（也被稱為博雅健之星）不同尋常的光變曲線，已經引起了是外星文明戴森球該負責任的猜測。
迄2016年6月，這個專案發現了32個可能的食雙星，還宣布了可能的系外行星。
2018年2月，發現了第一顆凌系外彗星。這些光度下降是作者之一，行星獵人參與著，在一次為期五個月的目視蒐索中發現的，該蒐索涵蓋了201,250顆目標恒星的完整Q1-Q17"克卜勒"光變曲線檔案。

## 外部連結
- Official Planet Hunters Website （页面存档备份，存于）
- 官方网站
- Old Talk Page from Planet Hunters 2.0 （页面存档备份，存于）